# San Antonio de Padua, Durango
San Antonio de Padua är en ort i Mexiko.   Den ligger i kommunen Mezquital och delstaten Durango, i den centrala delen av landet, 700 km nordväst om huvudstaden Mexico City. San Antonio de Padua ligger 607 meter över havet och antalet invånare är 265.
Terrängen runt San Antonio de Padua är huvudsakligen kuperad, men åt nordost är den bergig. San Antonio de Padua ligger nere i en dal som går i nord-sydlig riktning. Runt San Antonio de Padua är det mycket glesbefolkat, med 3 invånare per kvadratkilometer. Närmaste större samhälle är Huazamota, 2,9 km söder om San Antonio de Padua. I omgivningarna runt San Antonio de Padua växer huvudsakligen savannskog.